# Black-Eyed, Please
«Black-Eyed, Please» (укр. «Синець під оком, будь ласка») — п'ятнадцята серія двадцять четвертого сезону мультсеріалу «Сімпсони», прем'єра якої відбулась 10 березня 2013 року у США на телеканалі «Fox».

## Сюжет
У Спрінґфілдській початковій школі директор Скіннер оголошує, що міс Гувер пішла у відпустку через напад важкої депресії. Замість неї дітей вчитиме міс Кантвелл. Вона любить усіх у класі, окрім Ліси Сімпсон, яку Кантвелл цькує ставлячи занижені оцінки та знімаючи її паперових кенгурят з дошки пошани.
Тим часом Гомер заходить на сніданок в будинок Неда Фландерса, де знайомиться із батьками-бітниками Неда. Останній починає відчувати незручність, коли його батькам Гомер починає більше подобатись, ніж власний син.
Після ранкової пробіжки Нед повертається додому і знаходить там Гомера та його батьків, які курять канабіс і дивляться телевізор. Нед настільки розлючений, що він б'є Гомера кулаком по обличчю, від чого в Гомера з'являється синець під оком. Гомер злий на Неда, який не знає, що йому робити, щоб отримати прощення.
Тим часом Ліса не витримує і розповідає про цькування батькам. Гомер і Мардж намагаються змусити директора Скіннера щось зробити, але марно. Ба-більше — після доносу Ліси, Кантвелл посилила цькування.
Врешті-решт, Нед Фландерс знаходить рішення в Біблії — «око за око» і просить Гомера вдарити його, щоб поквитатися. Однак, Гомер відмовляється бити його, тому що тепер він — краща людина. Коли Гомер хвалиться цим, Нед не витримує і привселюдно б'є Гомера в інше неушкоджене око…
Згодом, бачачи, яка нещасна Ліса у школі, Гомер знаходить вирішення проблем Ліси та Неда. Він прийме вибачення Неда, якщо його дружина Една Крабапель порадить, як позбутися вчительку-цькувачку. Една каже, що є лише один спосіб…
Наступного дня Една приводить до другого класу Кантвелл Барта Сімпсона… Коли Кантвелл виходить до туалету, Барт створює хаос у класі, а потім показує Кантвелл компрометуюче відео, вже опубліковане в Інтернеті, на якому вона в туалетній кабінці лає Лісу. План працює і міс Кантвелл втікає. Однак, Ліса наздоганяє вчительку, щоб дізнатися, чому вона така зла на Лісу? Перед від'їздом Кантвелл зізнається, що цькувала Лісу, бо вважає, що вона — популярна і гарна, а такі дівчата живуть безтурботним життям. Ліса радіє тому, що хтось вважає її гарненькою, хоча Кантвелл на авто оббризкує дівчинку брудом.
У фінальній сцені Гомер влаштовує барбекю з Недом і його батьками. Батько Неда розповідає Мардж, що Гомер і Нед добрі один до одного, бо він підкинув їм марихуану в їжу.

## Виробництво
Спочатку сцена на дивані від Білла Плімптона повинна бути на початку 10 серії сезону «A Test Before Trying». Однак, через стрілянину у школі Сенді-Хук 14 грудня 2012 року тоді було прийнято рішення замінити диванний ґеґ. У сцені Плімптона присутні дещо насильницька атмосфера і зброя, що на той час можна було вважати дещо образливим змістом.
2020 року в інтерв'ю виданню «The Telegraph» запрошена зірка еволюційний біолог Річард Докінз розповів, що йому не платили за його появу.
|  | Це була дуже незначна частина і просто для розваги. Я був у Каліфорнії і пішов на студію, щоб записати авдіо, і я був там із голосом Гомера Сімпсона (Деном Кастелланета). Було смішно почути голос актора, який зовсім не схожий на того, як Ви собі уявляєте Гомера Сімпсона і Мардж. |

## Ставлення критиків і глядачів
Під час прем'єри серію переглянули 4,85 млн осіб з рейтингом 2.2, що зробило її другим найпопулярнішим шоу на каналі «Fox» тієї ночі, після «Сім'янина».
Роберт Девід Салліван з «The A.V. Club» дав серії оцінку C, сказавши, що хоча історії були «непоганими», але сценарій був наповнений «непробачною кількістю халтурних жартів».
Водночас, Тереза Лопес з «TV Fanatic» дала серії чотири з п'яти зірок, похваливши виступ запрошеної зірки Тіни Фей в ролі міс Кантвелл, і сказавши, що, «окрім приголомшливого характеру неприязні міс Кантвелл, ця серія викликала щирий сміх як через приколи, так і через цитати із „Сімпсонів“».
Згідно з голосуванням на сайті The NoHomers Club більшість фанатів оцінили серію на 3/5 із середньою оцінкою 2,45/5.